# Vanessa Gray (actrice)
Pour les articles homonymes, voir Gray et Vanessa Gray.
 (décembre 2023).
Si vous disposez d'ouvrages ou d'articles de référence ou si vous connaissez des sites web de qualité traitant du thème abordé ici, merci de compléter l'article en donnant les références utiles à sa vérifiabilité et en les liant à la section « Notes et références ».
Vanessa Gray (née [Quand ?] [Où ?]) est une actrice australienne principalement active à la télévision.

## Filmographie

### Cinéma
- 2007 : Devil's Gateway : Megan Samuels
- 2009 : La Belle et la Bête (Beauty and the Beast) : Lady Helen
- 2012 : Bad Karma : Kelly

### Télévision
- 2001-2005 : All Saints (série télévisée) : Gillian Muir / Emily Faulkner
- 2002 : White Collar Blue (série télévisée) : Nina Napolitano
- 2002 : Don't Blame the Koalas (série télévisée) : hôtesse de l'air
- 2003 : Lucy (téléfilm) : Carole Lombard
- 2003 : Comedy Inc. (série télévisée) : Secrétaire
- 2004 : Summer Bay (série télévisée) : Heidi
- 2008 : CIB : Criminal Investigation Bureau : Frances Tully
- 2010 : Rescue : Unité Spéciale (série télévisée) : Renae Daltry
- 2013 : Dance Academy (série télévisée) : Jan Webster
- 2013 : Camp (série télévisée) : Eleanor Switzer
- 2013 : Mr & Mrs Murder (série télévisée) : Gianna Scaletta